# Kermia canistra
Kermia canistra é uma espécie de gastrópode do gênero Kermia, pertencente a família Raphitomidae.